# 北京水螅
北京水螅（学名：Hydra beijingensis）一种发现于中华人民共和国北京市的淡水水螅。其种加词“beijingensis”意为“北京的”。

## 形态特征
北京水螅雌雄异体，呈浅褐色。体柱长6.0～11.2mm。触手5～8条，一般为6条。

## 发现
北京水螅最早于1999年由哈尔滨师范大学的教授范学铭于首都师范大学生物学系动物教研室得到，2002年5月在紫竹院公园再次采到。